# Den wendiske krones husorden
Den wendiske krones husorden også kaldet Den mecklenburgske husorden af den wendiske krone (tysk: Hausorden der Wendischen Krone) var en orden tildelt i storhertugdømmerne Mecklenburg-Schwerin og Mecklenburg-Strelitz. Ordenen blev stiftet dem 12. maj 1864 af storhertugerne Frederik Frans 2. af Mecklenburg-Schwerin og Frederik Wilhelm af Mecklenburg-Strelitz. Storhertugerne var ordensherrer og udnævnte hver en ordenskansler. Ordenen blev uddelt indtil 1918, hvor monarkiet afskaffedes i Tyskland.